# Richville (Minnesota)
Richville es una ciudad ubicada en el condado de Otter Tail en el estado estadounidense de Minnesota. En el Censo de 2010 tenía una población de 96 habitantes y una densidad poblacional de 36,88 personas por km².

## Geografía
Richville se encuentra ubicada en las coordenadas 46°30′21″N 95°37′33″O / 46.50583, -95.62583. Según la Oficina del Censo de los Estados Unidos, Richville tiene una superficie total de 2.6 km², de la cual 2.57 km² corresponden a tierra firme y (1.19%) 0.03 km² es agua.

## Demografía
Según el censo de 2010, había 96 personas residiendo en Richville. La densidad de población era de 36,88 hab./km². De los 96 habitantes, Richville estaba compuesto por el 96.88% blancos, el 0% eran afroamericanos, el 1.04% eran amerindios, el 0% eran asiáticos, el 0% eran isleños del Pacífico, el 1.04% eran de otras razas y el 1.04% pertenecían a dos o más razas. Del total de la población el 1.04% eran hispanos o latinos de cualquier raza.